# آدم باك
آدم باك (بالإنجليزية: Adam Buck) هو رسام أيرلندي، ولد في 1759 في كورك في جمهورية أيرلندا، وتوفي في أغسطس 1833 في بيملكو في المملكة المتحدة.

## معرض صور

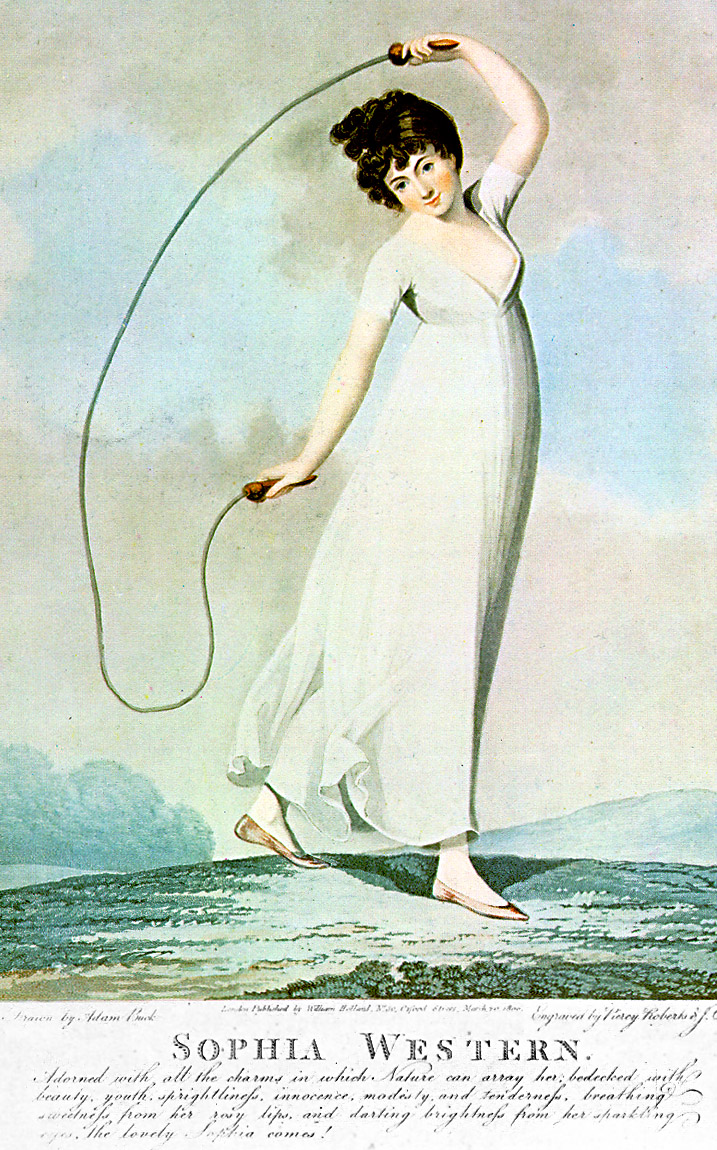
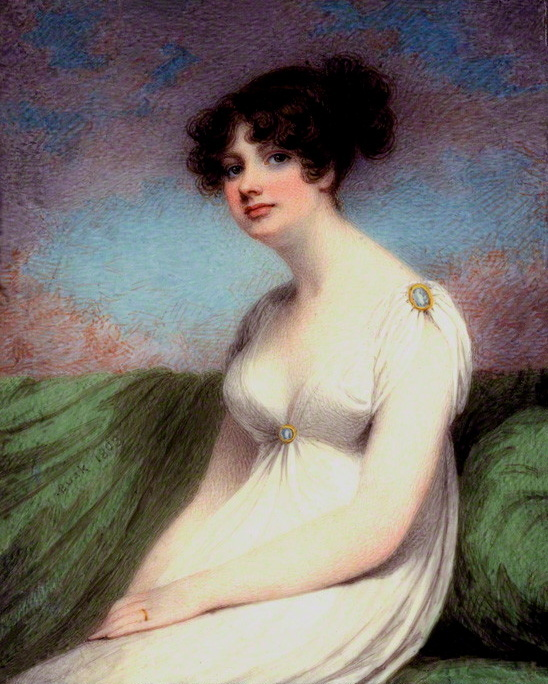
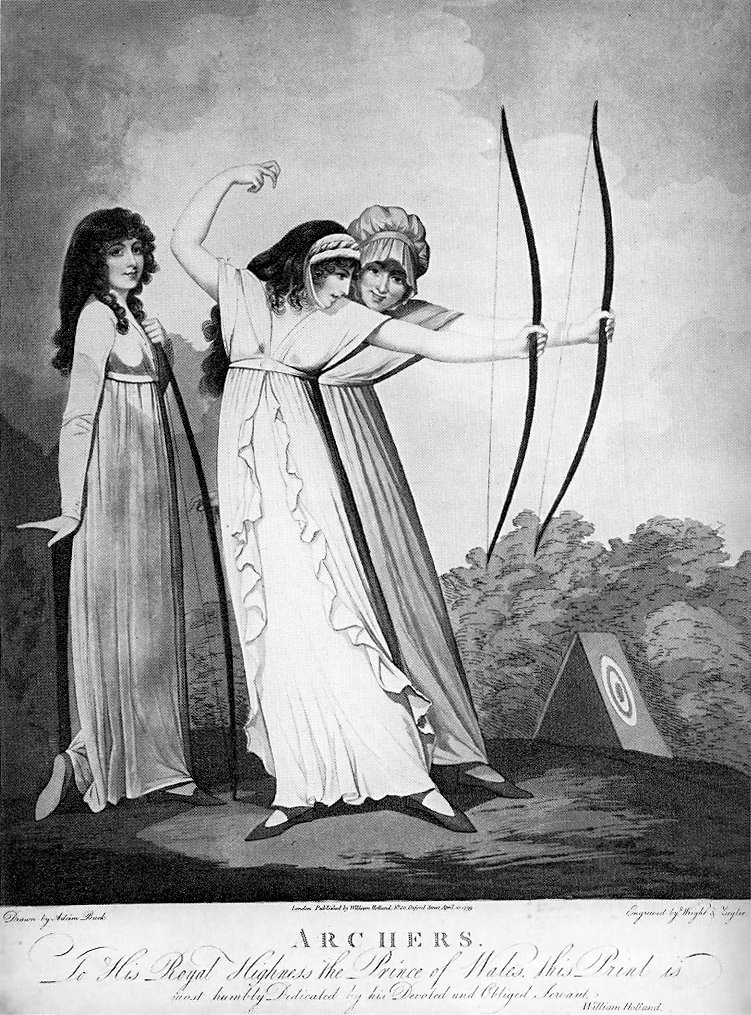